# Thăm dò Mặt Trăng

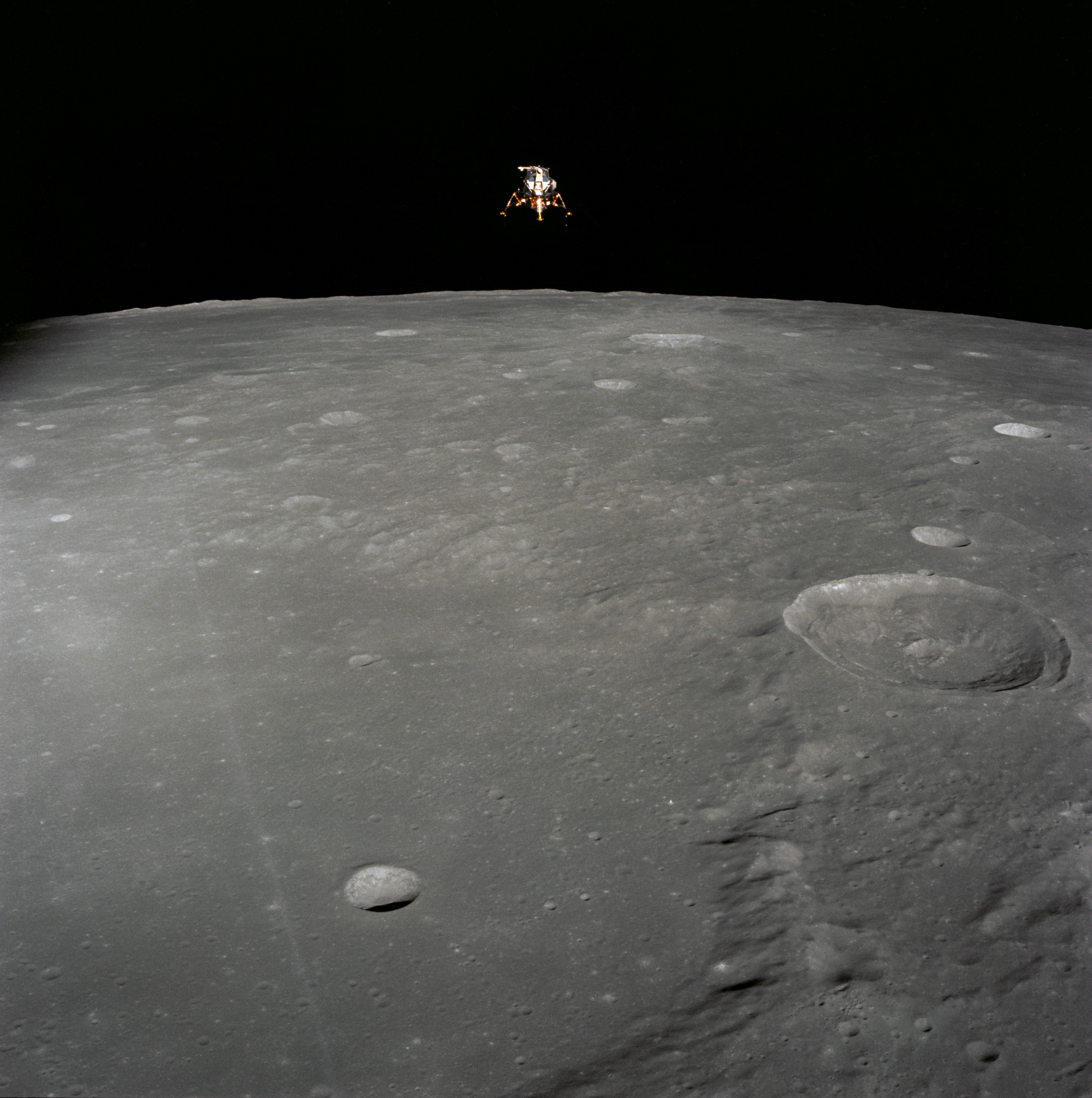
Apollo 12 lunar module Intrepid chuẩn bị đáp xuống bề mặt Mặt Trăng. Ảnh NASA.

Hành trình thăm dò Mặt Trăng thực sự bắt đầu khi Luna 2, một con tàu thăm dò được phóng bởi Liên Xô, hạ cánh xuống bề mặt Mặt Trăng vào ngày 14 tháng 9 năm 1959. Trước sự kiện này thì phương pháp thăm dò duy nhất có thể là những quan sát từ Trái Đất. Việc phát minh ra kính viễn vọng quang học đã mang đến cú nhảy vọt đầu tiên trong chất lượng của việc quan sát Mặt Trăng. Galileo Galilei thường được vinh danh là người đầu tiên sử dụng một chiếc kính viễn vọng cho mục đích thiên văn; làm ra chiếc kính viễn vọng của riêng mình vào năm 1609, các ngọn núi và hố va chạm trên bề mặt Mặt Trăng là một trong số những quan sát đầu tiên của ông sử dụng chiếc kính viễn vọng ấy.
Chương trình Apollo của NASA là sứ mệnh đầu tiên, và cho đến nay là duy nhất, thành công trong việc đưa con người đặt chân lên Mặt Trăng, được thực hiện sáu lần. Lần đặt chân đầu tiên diễn ra vào năm 1969, khi các nhà du hành vũ trụ đặt các công cụ khoa học và mang các mẫu vật Mặt Trăng trở về Trái Đất.

## Những cuộc thăm dò gần đây

Cassini–Huygens chụp bức ảnh này khi bay ngang qua Mặt Trăng, trước khi bay tới Sao Thổ

Vào năm 1990, Nhật Bản ghé thăm Mặt Trăng bằng tàu không gian Hiten, trở thành quốc gia thứ ba đặt một vật thể vào quỹ đạo xung quanh Mặt Trăng. Con tàu không gian thả con tàu thăm dò Hagoromo vào quỹ đạo Mặt Trăng, nhưng việc truyền tín hiệu bị thất bại, do đó không thể sử dụng về mặt khoa học con tàu vũ trụ thêm nữa.